# 제미니 천문대
제미니 천문대(- 天文臺, 영어: Gemini Observatory)는 서로 다른 지역에 세워진 두 대의 8.1m 천체망원경으로 구성된 천문대이다. 북부 운영센터는 하와이 힐로에, 남부 운영센터는 칠레의 라 세레나에 위치한다. 제미니 천체망원경은 미국, 영국, 카나다, 칠레, 브라질, 아르헨티나, 오스트레일리아의 컨소시엄에 의해 설립·운영되고 있다. 이러한 협력은 AURA(Association of Universities for Research in Astronomy, 천문학 연구를 위한 대학연합)에 의해 관리된다.

## 같이 보기
- 마우나케아 천문대